# Tiara
|  | Per a altres significats, vegeu «tiara (barret)». |

La tiara (Gardenia tahitensis o G. taitensis en una grafia antiga, del mot tahitià tiare) és una espècie de gardènia endèmica de Tahití, a la Polinèsia Francesa, on n'és la flor nacional. A l'illa s'usa per a la confecció de collars de flors que s'ofereixen als nouvinguts en un indret. Igualment, s'empra al monoïun ungüent preparat a partir de copra i flors de tiara macerades que té aplicacions cosmètiques.

## Descripció general
És un arbust tropical de fulla perenne que creix fins a 4 m d'alçada i té fulles brillants de color verd fosc de 5 a 16 cm de llarg i estan disposades de manera oposada al llarg de la tija. La flor és de color blanc cremós i en forma de molinet amb 5-9 lòbuls, cadascun de 2-4 cm de llarg i fragant. Originària de les costes altes del Pacífic Sud, té la distinció de ser una de les poques plantes conreades originàries de la Polinèsia. És la flor nacional de la Polinèsia Francesa i les Illes Cook.

## Història
El nom de gardènia tahitiana és inadequat perquè no és ni autòcton ni naturalitzat a Tahití. El primer nom científic acceptable per a la planta es va basar en exemplars tahitians recollits per Jules Dumont d'Urville el 1824 i transportats a Europa. D'aquí el nom científic de Gardenia taitensis, i el nom anglès Tahitian gardenia o francès fleurs de Tahiti o flor de Tiaré (terme redundant, ja que Tiaré vol dir flor en thaitià). Va ser recollit per primera vegada a Tahití, pels Forster en el primer viatge al Pacífic del capità Cook (1768–1771), encara que es va identificar erròniament com a Gardenia jasminoides.
La planta prové de Melanèsia i de la Polinèsia occidental. És una introducció aborigen a les Illes Cook i la Polinèsia Francesa i possiblement a Hawaii.

## Usos

### Oli Monoï
Aquest oli s'utilitza principalment amb finalitats cosmètiques com a tractament del cabell o de la pell. Per obtenir l'oli de monoi, les flors de tiaré s'infusionen amb oli de coco. La maceració ha de durar almenys deu dies i requereix almenys deu flors de Tiaré per litre d'oli refinat.
Monoï és la transcripció de la paraula que significa "oli perfumat" en tahitià.
Aquest procés de fabricació, comú a tots els productors de "monoï de Tahiti", és un mètode semblant a l'"enfleurage" (vegeu enfleurage ) en perfumeria. El tiaré també s'utilitza en perfumeria de nínxol, però el seu cost prohibitiu n'exclou l'ús en perfumeria comercial. Exemples notables inclouen Tiare d'Ormonde Jayne llançat el 2009, Tiare de Chantecaille i Coucou de Frater. Les flors de Tiaré es cullen a mà i després es posen sense obrir en oli durant 15 dies per obtenir l'extracte.

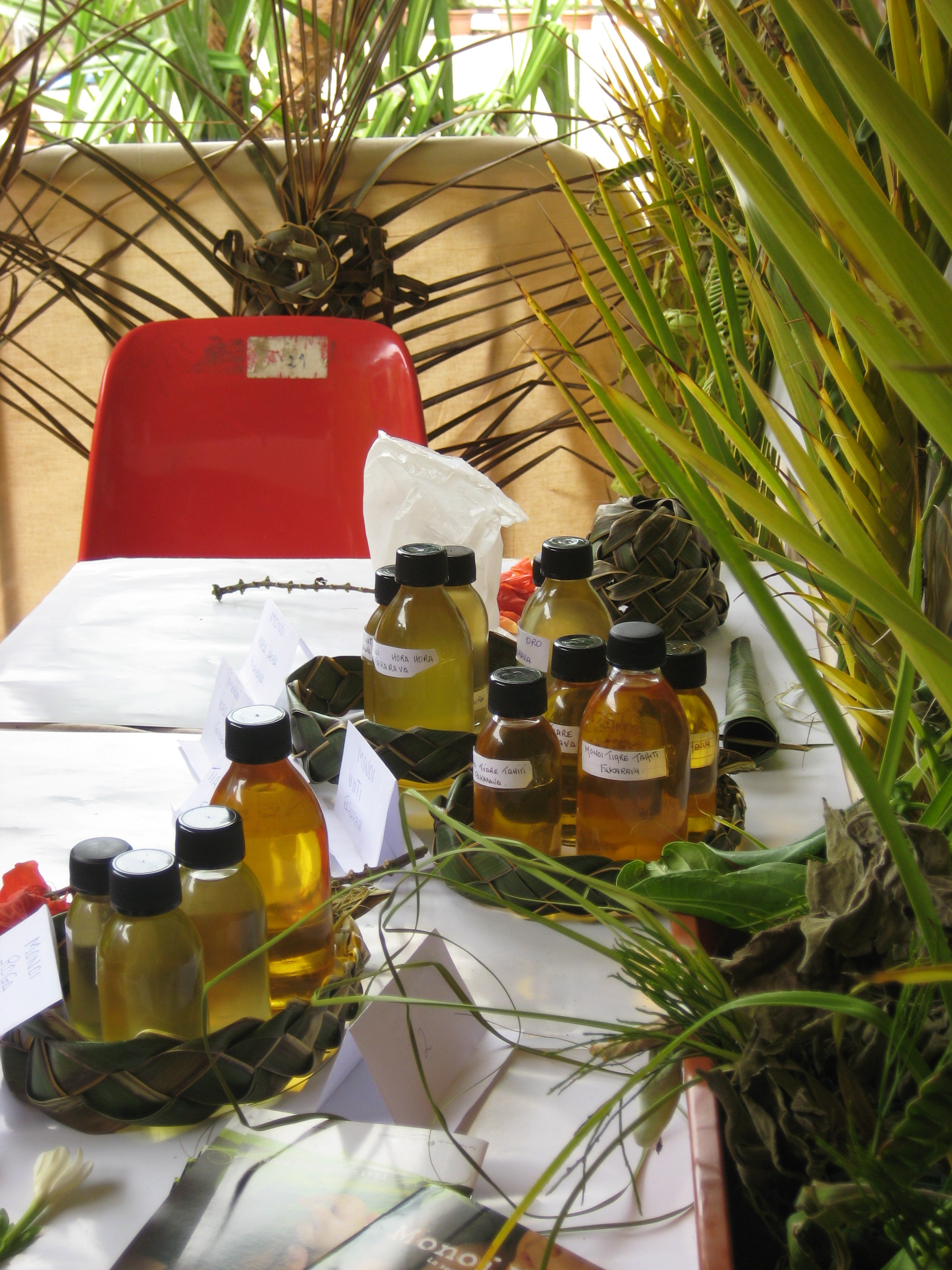
Mostra d'olis de Monoï de Fakarava.